# Семитеколо, Никколо
Никколо Семитеколо (итал. Niccolo Semitecolo) (также Николетто Семитеколо (итал. Nicoletto Semitecolo); работал во второй пол. XIV века) — итальянский художник.
Письменные свидетельства позволяют проследить творчество художника с 1353 по 1370 год. Судя по фамилии, Никколо по происхождению был греком. Его единственная подпись на картине — «NICHOLETO SEMITECHOLO DA VENEXIA» (Николетто Семитеколо венецианец) в свою очередь свидетельствует, что он был гражданином Венецианской республики. Архивный документ от 7 марта 1353 года именует Семитеколо художником, и сообщает, что он как житель приписан к приходу церкви Св. Луки. Сохранившиеся произведения художника немногочисленны.
Годы ученичества и ранний период Семитеколо не имеют документального освещения. Исследователи полагают, что обучение и раннее творчество Никколо связаны с мастерской Паоло Венециано и кругом художников, работавших там. После смерти этого выдающегося венецианского живописца творческие наработки мастерской Паоло были продолжены его учениками, такими как Лоренцо Венециано, Катарино, Донато и Стефано ди Сант Аньезе. В их произведениях ощущается сильное византийское влияние, скорректированное готическими импульсами, время от времени проникавшими в Венецию с севера. Иконография и живописные приёмы, применявшиеся учениками Паоло Венециано, были достаточно однообразными для того, чтобы вызвать у позднейших исследователей многочисленные дискуссии относительно авторства тех или иных произведений. К таким работам относится «Мадонна с младенцем» (Мадонна Смирение) из ГМИИ им. Пушкина (Москва), которая ныне вновь приписывается Никколо Семитеколо. Эту икону считают ранним произведением художника, поскольку она, с одной стороны, близка к кругу подобных икон созданных наследниками Паоло Венециано, с другой, заметно отличается от более позднего цикла о св. Себастьяне, который Никколо создал под влиянием падуанского мастера Гварьенто ди Арпо. Другую раннюю работу, «Коронование Марии» из собрания Тиссена-Борнемисы, (на ней стоит дата «1355» год, но нет подписи автора) американский исследователь Уильям Суида приписал кисти Никколо по формальным признакам, однако дальнейшие исследователи (Дзери, Босковиц) оспорили эту атрибуцию, и ныне икона числится за анонимным «Мастером 1355 года». Подобные разночтения характерны и для иных неподписанных произведений Никколо Семитеколо.
В 1367 году художник обнаруживает себя в Падуе, где он создал цикл картин с эпизодами из жития св. Себастьяна для сакристии местного собора. По всей вероятности Никколо приехал в Падую для работы помощником Гварьенто ди Арпо в период росписи церкви Дельи Эремитани (церковь Отшельников). Предполагают, что Никколо познакомился с Гварьенто в 1361 году, когда тот прибыл в Венецию для того, чтобы расписать фресками люнет гробницы дожа Дольфино. Гварьенто был придворным художником правителей Падуи — семейства Каррара, его творчество сильно продвинулось в сторону усвоения и синтеза готических приёмов. Он оказал большое влияние на искусство Никколо (некоторые считают Никколо просто учеником падуанского мастера).
По мнению экспертов падуанский период в творчестве Никколо Семитеколо представляет собой сложную смесь элементов придворного искусства Падуи и Тревизо, влияния Гварьенто и Томмазо да Модена. Об этом свидетельствуют картины реликвария, большинство из которых сегодня хранится в городском музее Падуи. Они представляют собой восемь деревянных панелей; четыре посвящены житию св. Себастьяна — «Св. Себастьян ободряет в суде Марка и Марцеллина», «Мученичество св. Себастьяна», «Избиение св. Себастьяна» и «Положение св. Себастьяна во гроб»; другие работы в этой серии — «Мадонна с младенцем», «Св. Троица», «Св. Даниил» и «Св. Себастьян».
- Св. Себастьян ободряет в суде Марка и Марцеллина. 1367.Окружной музей, Падуя
- Мученичество св. Себастьяна.1367.Окружной музей, Падуя
- Избиение св. Себастьяна. 1367.Окружной музей, Падуя
- Положение св. Себастьяна во гроб. 1367.Окружной музей, Падуя

Себастьян был раннехристианским святым, служившим императорским телохранителем, но поддерживавшим христиан, которые в то время считались опасной сектой. На первой картине цикла можно видеть, как Себастьян обряженный в роскошный далматик в присутствии императоров Максимиана и Диоклетиана ободряет двух осуждаемых христиан, которые уже готовы были отречься от своей веры. Изображения людей готически плоски, однако архитектурные кулисы придают картине пространственную глубину. В нижней части стоит подпись художника.
Себастьян был приговорён к смертной казни, и в следующей картине цикла изображён расстрел св. Себастьяна лучниками; императоры наблюдают за происходящим с балкона. Согласно житию, св. Себастьян после этого не умер, так как стрелы не повредили ни одного важного органа. Его нашла и выходила женщина по имени Ирина. Тем не менее, в дальнейшем Себастьян, упорствовавший в своей вере, был вновь приговорён к смерти — его забили до смерти по одной версии камнями, по другой дубинами. Это событие отображено в третьей картине цикла: за сценой избиения вновь наблюдают императоры; в правой части картины художник изобразил палачей, сбрасывающих безжизненное тело святого в клоаку. Согласно житию, Себастьян явился во сне некой христианке по имени Лукина и завещал похоронить его в римских катакомбах. Лукина отыскала его тело и выполнила завет. Художник, однако, перенёс сцену погребения из катакомб в храмовое пространство, а катакомбную нишу, в которых хоронили ранних христиан, превратил в роскошный мраморный саркофаг. В сцене участвуют многочисленные священники и монахи; св. Лукина (с нимбом) печально склонилась над телом Себастьяна. В нижней части картины стоит дата — 1367 год. Всем картинам цикла о Св. Себастьяне присуща готическая изысканность, нарядная палитра, аристократическое изящество фигур и реализм, отчётливо заявленный в сцене избиения Себастьяна.
- Троица.ок. 1370 Окружной музей, Падуя
- Мадонна Смирение. ок. 1370 Падуя, Окружной музей.
- Пьета. ок. 1370 Карцзаго, Фонд Лючано и Аньезе Сорлини
- Расписной крест, деталь. ок. 1370 ц. Дельи Эремитани, Падуя

Две другие картины реликвария отображают христианские символы — «Троицу», на которой изображены Бог-отец, сын, и святой дух в виде голубя, и «Мадонну смирение», иконография которой представляет собой вариант «Богоматери-млекопитательницы», Мария на ней кормит грудью младенца-Христа. Остальные картины реликвария — «Св. Себастьян» (со стрелой и ветвью в руках) и «Св. Даниил» (картина сильно повреждена). Падуанскому реликварию могла принадлежать ещё одна картина, приписываемая Никколо Семитеколо — «Пьета» (оплакивание Христа Марией и Иоанном). Работа ранее находилась в падуанском соборе, но в 1937 году была украдена, и лишь в 1979 году обнаружена в швейцарском музее в Базеле. Ныне хранится в Карцзаго (Брешия) в Фонде Лучано и Аньезе Сорлини. От периода пребывания Никколо в Падуе сохранился также большой расписной крест, созданный им для той же церкви Дельи Эремитани.
Несмотря на то, что Никколо был венецианским художником, и большую часть жизни, вероятно, прожил на родине, в Венеции почти не осталось следов его творчества. Единственным доказательством его пребывания в городе являются остатки росписей капеллы Спаса Нерукотворного в церкви Санта Мария деи Серви (церкви сервитов), засвидетельствованные Якопо Сансовино. От более сложной композиции фресок, выполненных в 1370 году, остались лишь символы четырёх евангелистов и портреты отцов церкви, вписанные в тондо. Однако и они сильно испорчены грубой позднейшей реставрацией.
Один из крупнейших исследователей и знатоков венецианской живописи Родольфо Паллуккини приписал Никколо авторство мозаики «Страшный суд», украшающей фасад собора св. Вита в Праге. Он считал, что Никколо является автором эскизов мозаики, выполненной итальянскими мастерами по заказу Карла IV в 1371 году . Интересно, что чешская легенда связывает с этими мозаиками происхождение знаменитого богемского стекла; согласно легенде, богемское стекло появилось как продолжение развития технологии производства мозаичной смальты, завезённой в эти края итальянскими мастерами, поскольку химические ингредиенты для изготовления стекла совпадают с теми, которые использовали венецианские мозаичисты.
Кроме перечисленного Никколо Семитеколо приписывают:
- «Надругательство над Христом» (собрание О’Коннор, Вашингтон),
- «Ангел коронует святых Цецилию и Валериана» (Музей искусства, Филадельфия),
- «Благовестующий ангел» (Городской музей Древнего искусства, Турин),
- «Поклонение волхвов» (Амстердам, частное собрание),
- «Пятидесятница» (Страсбург, Музей изящных искусств),
- «Троица», (Палермо, Палаццо деи Норманни).

Никаких документов, касающихся даты рождения и кончины художника, до сих пор не обнаружено.